# Кукушечка
«Куку́шечка», «Дзе́гузите» (латыш. Dzeguzīte) — детская вокальная поп-группа, основанная в 1971 году при Латвийском радио. Одна из самых популярных детских вокальных поп-групп Латвии. С 1981 года ансамбль «Кукушечка» тесно сотрудничает с композитором Раймондом Паулсом. Самые известные композиции: «Золотая свадьба» (латыш. «Nepalaid garām»), «Кашалотик» (латыш. "Kazalot"), «Алфавит». Ансамбль исполняет произведения на семи языках, было выпущено 10 компакт-дисков.
С 1973 года руководителем ансамбля была Дайле Мартинсоне. В ансамбле участвуют дети от трёх до 13 лет. Ансамбль «Дзегузите» исполнял произведения совместно с Виестурсом Янсонсом, В. Фриденбергом, К. Буймейстарсом, Г. Калныньшем, М. Еглинсом, Ф. Стаде и др.